# Nyírtét
Nyírtét är en ort (by) i provinsen Szabolcs-Szatmár-Bereg i östra Ungern. Orten har 917 invånare (2024), på en yta av 17,18 km². Den ligger cirka 16,5 kilometer nordost om Nyíregyháza.